# Socha svatého Jana Nepomuckého (Šeberov)
Socha svatého Jana Nepomuckého v Šeberově v Praze se nachází na křižovatce ulic K Hrnčířům a K Rozkoši. Je chráněna jako nemovitá kulturní památka České republiky.

## Historie
Socha svatého Jana Nepomuckého pochází z 18. století.

## Popis
Socha stojí na novějším vysokém hranolovém podstavci. Postava světce v kanovnickém kožíšku má obvyklé atributy - krucifix má opřený o pravé rameno, levou rukou přidržuje patu kříže a drží v ní také palmovou ratolest. Kolem hlavy je kovová svatozář s pěti hvězdami, připevněná zezadu k biretu.